# Derrick: Der Tag nach dem Mord
Der Tag nach dem Mord ist die 14. Episode der deutschen Krimiserie Derrick, die am 19. Oktober 1975 erstmals im ZDF ausgestrahlt wurde. Die Handlung folgt dem Prinzip der invertierten Detektivgeschichte, bei der der Täter dem Zuschauer von Anfang an bekannt ist, und erstreckt sich über einen Zeitraum von weniger als 24 Stunden. Im Mittelpunkt steht der Schüler Horst Wegmann, der aus Eifersucht seinen Rivalen Mario Mafaldi tötet, woraufhin sein Vater versucht, die Tat zu vertuschen.

## Handlung
Im Mittelpunkt der Geschichte steht der Schüler Horst Wegmann, der in seine Schulkameradin Andrea Königer verliebt ist. Horst ist enttäuscht, als Andrea und sein Freund Mario Mafaldi, ein Automechaniker, ihn nicht zu einem gemeinsamen Ski-Wochenende mitnehmen. Bei ihrer Rückkehr beobachtet Horst aus seinem Auto, wie sich zwischen Andrea und Mario eine Liebesbeziehung entwickelt hat. Von Eifersucht getrieben, verfolgt Horst Mario und stellt ihn zur Rede. In einem Anfall von Wut greift Horst zu einem Schraubenzieher aus Marios Auto und sticht auf ihn ein. Erschüttert von seiner Tat sucht Horst seinen Vater Richard auf, der den Tod Marios feststellt.
Um seinen Sohn vor einer Verurteilung zu schützen, unternimmt Richard Wegmann Schritte zur Vertuschung der Tat. Er stellt das Auto mit Marios Leiche vor einem italienischen Restaurant namens Pinocchio ab, beseitigt Fingerabdrücke und entfernt den Schraubenzieher als Tatwaffe.
Oberinspektor Derrick und sein Assistent Inspektor Klein beginnen mit den Ermittlungen. Sie befragen zunächst den Geschäftsführer des Restaurants und anschließend Marios Arbeitskollegen sowie Mitbewohner Enrico. Durch ihn erfahren sie von der Verbindung zwischen Mario, Horst und Andrea. Richard Wegmann wird telefonisch über die bevorstehende Befragung seines Sohnes informiert und instruiert Horst, ein Alibi vorzutäuschen. Horst behauptet, zur Tatzeit zu Hause gewesen zu sein, was seine Mutter, Richards Ex-Frau, bestätigt. Derrick schöpft jedoch Verdacht aufgrund des nervösen Verhaltens der Wegmanns. Ein entscheidender Hinweis kommt von Andrea Königer, die den Schraubenzieher in Marios Auto erwähnt. Derrick konfrontiert die Familie Wegmann mit einem ähnlichen Schraubenzieher, woraufhin Richard die Fassung verliert und indirekt die Vertuschung zugibt.
Schließlich gesteht Horst Wegmann die Tötung Marios. Die Episode endet damit, dass der Fall aufgeklärt ist, wobei die Konsequenzen für Horst und seinen Vater offen bleiben.
Die Handlung dieser Folge weist Ähnlichkeiten zur 4. Episode Mitternachtsbus auf, in der ebenfalls ein Vater versucht, seinen Sohn nach einem Tötungsdelikt zu schützen. Der Unterschied besteht darin, dass in Der Tag nach dem Mord der Vater nicht versucht, die Schuld auf einen Unbeteiligten abzuwälzen.

## Besetzung
Die Besetzung der Derrick-Episode Der Tag nach dem Mord umfasst eine Reihe bekannter deutscher Schauspieler der 1970er Jahre. In den Hauptrollen sind wie üblich Horst Tappert als Oberinspektor Stephan Derrick und Fritz Wepper als Inspektor Harry Klein zu sehen.
Die Rolle des jugendlichen Täters Horst Wegmann wird von Oliver Grimm verkörpert. Grimm, der später hauptsächlich als Synchronsprecher tätig war, hatte in dieser Derrick-Folge eine seiner wenigen Schauspielrollen. Als Horst Wegmanns Eltern treten Alexander Kerst als Herr Wegmann und Krista Keller als Frau Wegmann auf. Anita Lochner spielt Andrea Königer, die Freundin von Horst Wegmann. Ihre Eltern werden von Angela Hillebrecht (Frau Königer) und Günter Mack (Herr Königer) dargestellt.
In weiteren Rollen sind Renzo Martini als das Mordopfer Mario und Paolo Pancino als dessen Freund Enrico zu sehen. Gustl Weishappel verkörpert einen Herrn Schulz. Zudem werden in den Quellen noch Rinaldo Talamonti und Inge Schulz als Teil der Besetzung genannt, ohne dass ihre genauen Rollen spezifiziert werden.

## Produktion und Ausstrahlung
Der Tag nach dem Mord ist die 14. Episode der deutschen Krimiserie Derrick. Sie wurde unter der Regie von Helmuth Ashley produziert und am 19. Oktober 1975 erstmals im ZDF ausgestrahlt.
Die Episode wurde als 13. Folge produziert, aber als 14. gesendet, was auf eine Umstellung in der Ausstrahlungsreihenfolge hindeutet. Dies war in der Anfangsphase der Serie nicht unüblich, da die Produktionsreihenfolge oft von der Sendereihenfolge abwich.
Für das Drehbuch zeichnete sich, wie bei allen 281 Episoden der Serie, Herbert Reinecker verantwortlich. Die Produktion erfolgte durch Helmut Ringelmann im Auftrag von ZDF, ORF und SRG. Les Humphries komponierte die Titelmusik, während Manfred Ensinger und Jürgen Schoenemann für die Kameraarbeit zuständig waren.
Bemerkenswert ist, dass Oliver Grimm, der den jugendlichen Täter spielte, von einem nicht identifizierten Sprecher nachsynchronisiert wurde. Die Gründe für diese Nachsynchronisation sind nicht eindeutig geklärt.
Mit einer Länge von 58 Minuten entspricht die Episode der üblichen Dauer einer Derrick-Folge. Die Handlung folgt dem in der ersten Staffel häufiger verwendeten Prinzip der invertierten Detektivgeschichte, bei der der Täter dem Zuschauer von Anfang an bekannt ist.
Die Episode wurde mehrfach wiederholt, unter anderem auf dem Sender Heimatkanal. Sie ist Teil der umfangreichen Derrick-Serie, die insgesamt 281 Episoden umfasst und von 1974 bis 1998 produziert wurde.